# Barentu
Barentu is een stad in Eritrea en de hoofdplaats van de regio Gash-Barka. Barentu telt naar schatting 18.000 inwoners, recente volkstellingen hebben niet plaatsgevonden.
Het ligt ten zuiden van Agordat en ten westen van Asmara. Er wonen verschillende bevolkingsgroepen, met name: Kunama, Nara, Tigre en Tigrigna.

## Geschiedenis
De streek werd in het verleden vooral bewoond door de Kunama en de Nara. De Naraleider Shekaray Agaba begon met de vestiging van de stad "umba arenku", wat betekent: wit water. Barentu is de grootste plaats in het Gash-Barka gebied in Eritrea.
De stad was voor dat gebied een centrum van mijnbouw- en landbouwactiviteiten. Tijdens de Eritrese Onafhankelijkheidsoorlog (1961-1991) werd de stad belegerd. Tijdens de grensoorlog met Ethiopië van 1998-2000 leed de stad veel schade, toen ze in mei 2000 door Ethiopische troepen werd bezet. Na de oorlog heeft herstel plaatsgevonden. De plaats is aantrekkelijk geworden voor migranten uit andere delen van het land, met name de regio Gash en de hooglanden. Hierdoor is de stad flink gegroeid, deels ook door de remigratie van mensen die naar Soedan waren vertrokken of gevlucht, en na enkele jaren weer terugkeerden.

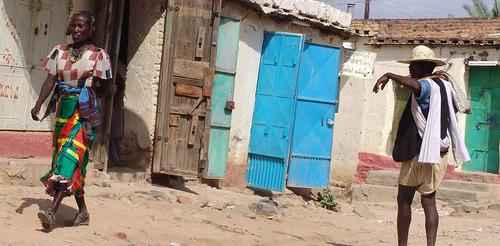
Straatbeeld in Barentu

## Geografie
Barentu ligt in de westelijke laaglanden op ruim 1000 meter boven zeeniveau. Het is administratief centrum van de Barentu subregio; het beschikt over een basis-elektriciteitsvoorziening en een ziekenhuis. De stad is verdeeld in drie administratieve wijken of zobas (in het Tigrigna): zoba Fthi, Selam en Biara.  
Nabijgelegen steden en dorpen zijn: Tauda, Alegada, Dedda, Augana, Cona en Daghilo; alle op 5-10 km afstand gelegen. De afstand tot de Ethiopische grens is 30 km.

### Klimaat
Het klimaat is warm semi-aride, code BSh volgens de klimaatclassificatie van Köppen, neerslag valt vrijwel alleen in de zomermaanden. Het klimaat is geschikt voor de teelt van diverse soorten fruit en groente.

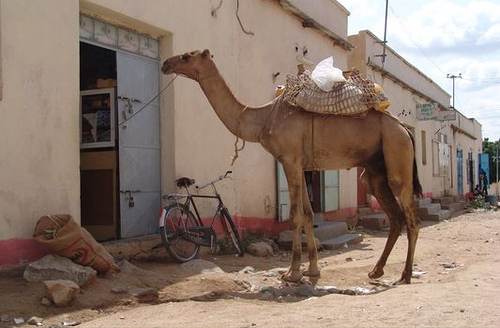
Straatbeeld

## Economie
Gelegen in het centrum van de Gash-Barka regio, is de stad een knooppunt met wegen in vier richtingen. Het is een marktplaats voor de omgeving. De markten die op donderdag en zaterdag worden gehouden, worden druk bezocht door boeren, handelaars en herders. Het aanbod bestaat uit sorghum, gierst en sesamzaad; koeien, schapen, geiten en kamelen.
Bussen en taxi's geven verbinding tussen de delen van de stad, en met plaatsen in de omgeving.

## Cultuur
Elementen van de rijke cultuur van de Kunama en de Nara kunnen in Barentu worden aangetroffen.
In onderwijs wordt voorzien door een aantal basisscholen en een school voor voortgezet onderwijs. Er wordt lesgegeven in het Kunama, Arabisch, Tigrigna en Engels.
Sinds 1995 is Barentu een eparchie (bisdom) van de Oosters-katholieke kerken, met de St. Michaëlkerk.